# Love You to Death
«Love You to Death» (с англ. «Залюблю тебя до смерти») — пятый сингл американской готик-метал-группы Type O Negative, второй из альбома 1996 года October Rust. Песня стала одной из самых знаменитых и популярных группы у фанатов, многие считают её шедевром и эталоном творчества Type O Negative. Песня исполнялась почти на каждом концерте с 1996 года, а видеоклип долго транслировался на MTV и VH1, а также на различных радиостанциях. Текст песни, написанный Питером Стилом, описывает, как лирический герой занимается любовью с некой девушкой: он пытается угодить ей во всём («Я ваш покорный слуга», «Достаточно ли я хорош для вас?»), но при этом внутри него пробуждается «зверь» страсти, желающий обладать ею и «залюбить её до смерти».

## Клип
Для съёмок клипа песню немного сократили, но не настолько, чтобы не донести до слушателей идеи группы. Клип представляет собой съёмку игры группы в красивейшем и живописнейшем осеннем парке, в которую вставили различные сцены с участниками группы по отдельности, а также сцены с девушкой в костюме Красной Шапочки, за которой из кустов наблюдает «зверь» Питер Стил.

## Список композиций
- «Love You to Death» [сингл-версия] (4:51)
- «Summer Breeze» [радиоверсия] (8:29)
- «Love You to Death» (7:18)

## Участники записи
- Питер Стил — вокал, бас-гитара
- Джош Сильвер — клавишные, бэк-вокал
- Кенни Хики — гитара, бэк-вокал
- Джонни Келли — ударные, перкуссия